# Robert J. Kern
Robert J. Kern (29 de março de 1885 — 30 de maio de 1972) é um editor estadunidense. Venceu o Oscar de melhor montagem na edição de 1946 por National Velvet.